# Benoît Cheyrou
Benoît Cheyrou (n. 3 mai 1981, Suresnes, Île-de-France, Franța) este un fotbalist francez liber de contract, care joacă pe post de mijlocaș. Pe plan internațional, are prezențe la națională pentru Franța U21⁠(d), Franța U19⁠(d) și Franța U20⁠(d).

## Statistici carieră

### Club
(Corect la 11 noiembrie 2012)
| Club          | Sezon         | Campionat | Campionat | Campionat | Cupă    | Cupă   | Cupă     | Europa  | Europa | Europa   | Total   | Total  | Total    |
| Club          | Sezon         | Meciuri   | Goluri    | Asisturi  | Meciuri | Goluri | Asisturi | Meciuri | Goluri | Asisturi | Meciuri | Goluri | Asisturi |
| ------------- | ------------- | --------- | --------- | --------- | ------- | ------ | -------- | ------- | ------ | -------- | ------- | ------ | -------- |
| Lille         | 1999-00       | 11        | 0         | 1         | 2       | 0      | 0        | 0       | 0      | 0        | 13      | 0      | 1        |
| Lille         | 2000–01       | 8         | 0         | 0         | 0       | 0      | 0        | 0       | 0      | 0        | 8       | 0      | 0        |
| Lille         | 2001–02       | 23        | 0         | 3         | 3       | 0      | 0        | 4       | 0      | 0        | 30      | 0      | 3        |
| Lille         | 2002–03       | 31        | 1         | 1         | 7       | 1      | 2        | 0       | 0      | 0        | 38      | 2      | 3        |
| Lille         | 2003–04       | 27        | 1         | 2         | 1       | 0      | 0        | 0       | 0      | 0        | 28      | 1      | 2        |
| Total         | Total         | 100       | 2         | 7         | 13      | 1      | 2        | 4       | 0      | 0        | 117     | 3      | 9        |
| Auxerre       | 2004–05       | 29        | 1         | 4         | 7       | 0      | 1        | 8       | 1      | 2        | 44      | 2      | 9        |
| Auxerre       | 2005–06       | 35        | 2         | 4         | 7       | 0      | 0        | 1       | 0      | 0        | 43      | 2      | 4        |
| Auxerre       | 2006–07       | 34        | 3         | 5         | 3       | 0      | 0        | 7       | 1      | 2        | 44      | 4      | 8        |
| Total         | Total         | 98        | 6         | 13        | 17      | 0      | 1        | 16      | 2      | 4        | 121     | 8      | 18       |
| Marseille     | 2007–08       | 35        | 2         | 8         | 4       | 0      | 1        | 8       | 1      | 2        | 47      | 3      | 11       |
| Marseille     | 2008–09       | 34        | 3         | 7         | 2       | 0      | 0        | 14      | 2      | 3        | 50      | 5      | 10       |
| Marseille     | 2009–10       | 32        | 5         | 5         | 4       | 1      | 1        | 9       | 1      | 1        | 45      | 7      | 7        |
| Marseille     | 2010–11       | 20        | 2         | 1         | 4       | 0      | 0        | 5       | 0      | 3        | 29      | 1      | 4        |
| Marseille     | 2011–12       | 33        | 4         |           | 0       | 0      | 0        | 9       | 0      |          | 42      | 4      |          |
| Marseille     | 2012–13       | 25        | 2         |           | 2       | 0      | 0        | 7       | 0      |          | 34      | 2      |          |
| Total         | Total         | 166       | 17        | 21        | 14      | 1      | 2        | 48      | 4      | 9        | 227     | 22     | 32       |
| Total carieră | Total carieră | 363       | 25        | 41        | 34      | 2      | 5        | 56      | 6      | 13       | 465     | 33     | 59       |

## Palmares

### Club
- Lille
  - Ligue 2: 1999–2000

- Auxerre
  - Coupe de France: 2005

- Marseille
  - Ligue 1: 2009–10
  - Coupe de la Ligue: 2010, 2012

### Internațional
- Franța
  - [Campionatul European de Fotbal U-19: 2000

### Individual
- Echipa anului în Ligue 1: 2007–08, 2008–09, 2009–10
- Mastre d'Or 2014